# Bárbara Mujica

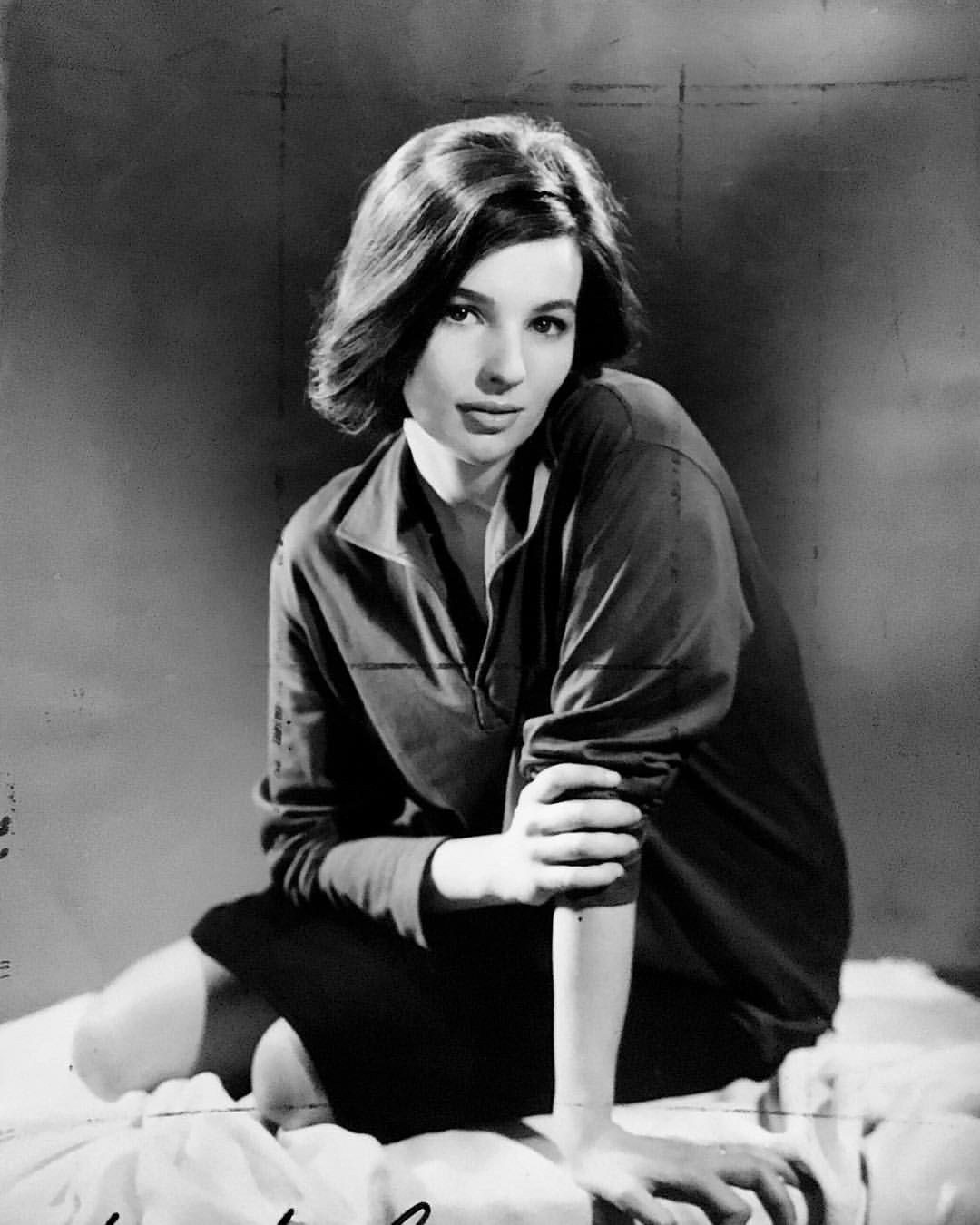
Bárbara Mujica gefotografeerd door Annemarie Heinrich.

Bárbara Mujica -ook bekend als Bárbara Múgica- artiestennaam Bárbara Moinelo Múgica (Buenos Aires, 13 maart 1944 - aldaar, 1 augustus 1990) was een Argentijnse theater-, film- en televisieactrice uit de jaren zestig, -zeventig en -tachtig. 
Bárbara Mujica was de dochter van de actrice Alba Mujica en José Antonio Moinelo. Zij was de nicht van de regisseur René Mugica en maakte deel uit van de generatie actrices van de nieuwe Argentijnse cinema, zoals Graciela Borges, Susana Freyre, Violeta Antier en Elsa Daniel. 
Op veertienjarige leeftijd speelde ze in twee films van Leopoldo Torres Ríos, de vader van de filmmaker Leopoldo Torre Nilsson: Edad difícil en Demasiado jóvenes (in 1958 bekroond met de prijs voor de beste Spaanstalige film van het Internationaal filmfestival van San Sebastián), waarin ze het scherm deelde met Oscar Rovito, die haar echtgenoot zou worden. Het echtpaar had twee zonen, de acteurs Pablo Rovito en Gabriel Rovito. 
In 1957 werkte hij samen met Torre Nilsson in La casa del ángel met Lautaro Murúa naar de roman van Beatriz Guido. 
Op televisie wordt zij herinnerd door haar deelname in 1959 aan het programma Historia de jóvenes, geregisseerd door David Stivel en uitgezonden op Kanaal 7.1 Zij wordt ook herinnerd door haar optreden in de teleplays van Nené Cascallar, met name El amor tiene cara de mujer, naast Rodolfo Bebán, Rodolfo Ranni en Soledad Silveyra gedurende vier seizoenen. 
Mujica sloot zich aan bij de prestigieuze groep Gente de Teatro, bestaande uit Norma Aleandro, Marilina Ross, Carlos Carella, Federico Luppi, Emilio Alfaro en Juan Carlos Gené, die verantwoordelijk waren voor grote successen in theater en televisie, geschreven door auteurs als Griselda Gambaro, Marta Mercader, Roberto Cossa en Carlos Gorostiza. Deze cast was verantwoordelijk voor de serie Cosa juzgada, een van de belangrijkste programma's van de Argentijnse televisie in die jaren, die bekroond werd en hoge kijkcijfers haalde.
Met de groep -en geregisseerd door Stivel - verscheen Mujica in de film Los herederos (1970) -genomineerd op het Festival van Berlijn, waar ze Jean-Louis Trintignant ontmoette - en in de Alta Comedia-cyclus waar ze onder andere "Margarita Gautier" was in La dama de las camelias. 
Tijdens de dictatuur die Argentinië tussen 1976 en 1983 regeerde, werd zij bedreigd en gecensureerd, en werd haar, samen met andere critici van het militaire regime, verboden op televisie te verschijnen.
In 1978 keerde zij terug naar het theater in El águila de dos cabezas van Jean Cocteau, geregisseerd door Carella met Miguel Ángel Solá en in 1984 naar de bioscoop, in Gracias por el fuego van Sergio Renán, met Víctor Laplace en Lautaro Murúa.
In 1987 speelde zij de hoofdrol in Debajo del mundo met Sergio Renán en A dos aguas opnieuw met Miguel Ángel Solá, het speelfilmdebuut van Carlos Olguin-Trelawny dat een speciale vermelding kreeg op het Internationale Filmfestival van Locarno. In 1988 deed zij de nasynchronisatie van de actrice Liv Ullmann in de film La Amiga. 
Zij keerde terug naar de televisie in Alejandro Doria's cyclus Atreverse. 
Haar laatste werk was in Oscar Aizpeolea's Loraldia (El tiempo de las flores), de eerste film co-productie tussen Argentinië en Baskenland, waarvoor zij de Silver Condor Award voor beste actrice kreeg van de Vereniging van Filmcritici van Argentinië. 
In 1965 trouwde ze met regisseur David Stivel, die haar had geregisseerd als Ophelia in een televisieversie van Hamlet met Alfredo Alcón.
Ze stierf aan een hartaanval op 46-jarige leeftijd.

## Galerij

Foto's
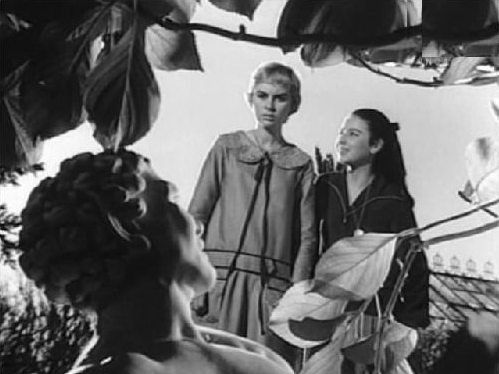
Met Elsa Daniel in La casa del ángel (1957)
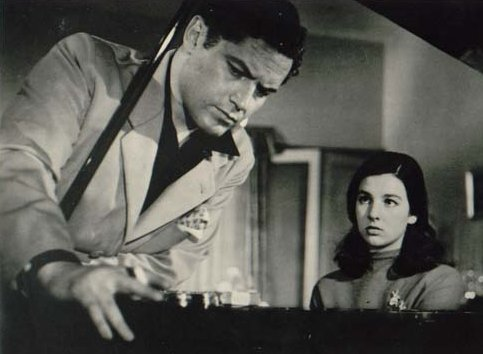
Met Lautaro Murúa in Demasiado Jóvenes (1958)
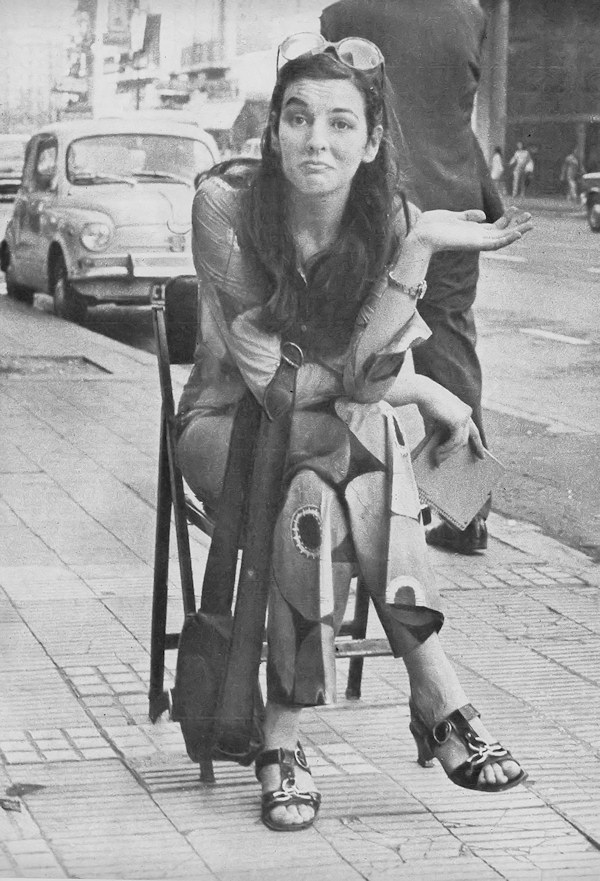
Bárbara Mujica in 1970
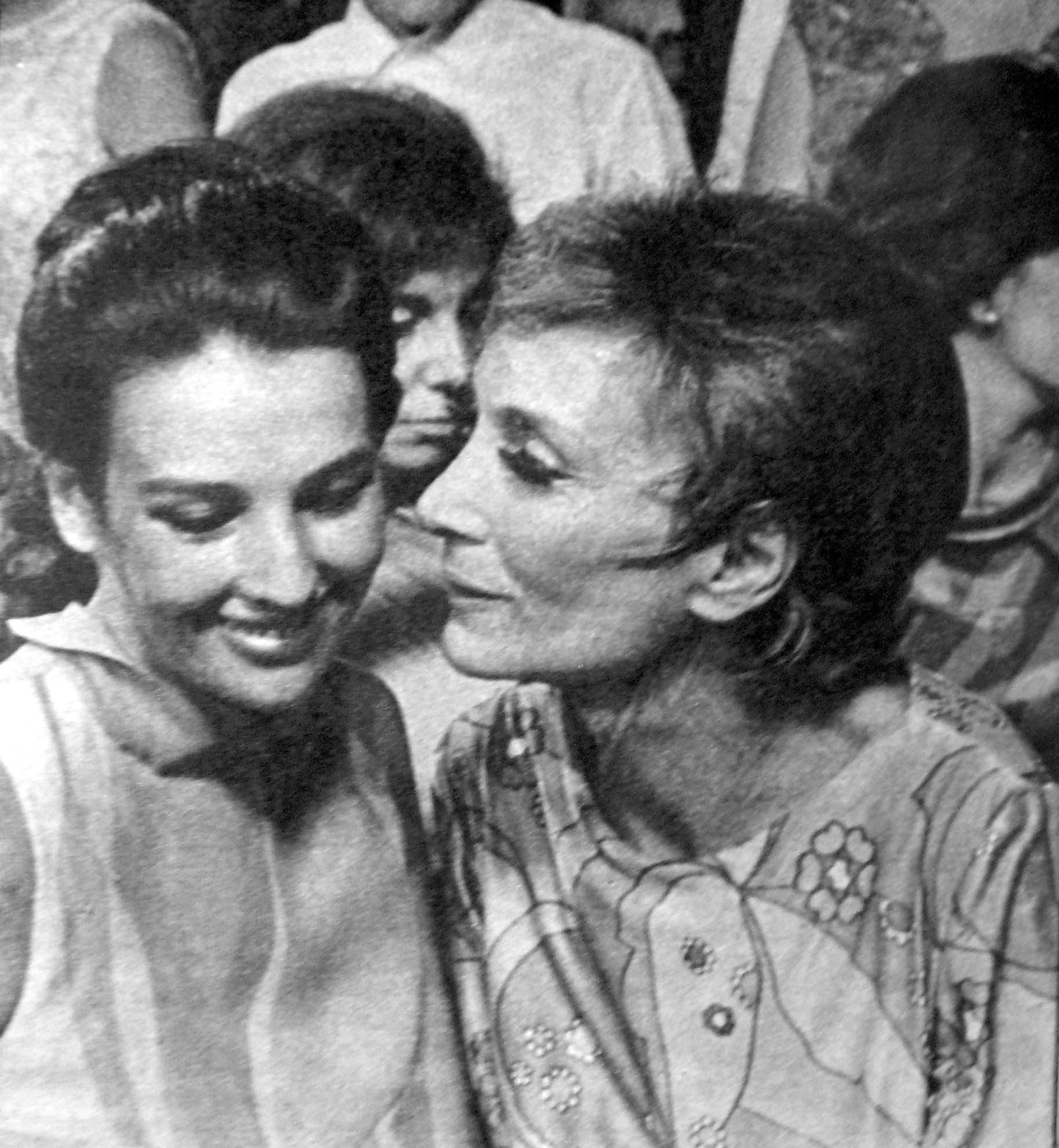
Met haar moeder, de actrice Alba Mujica
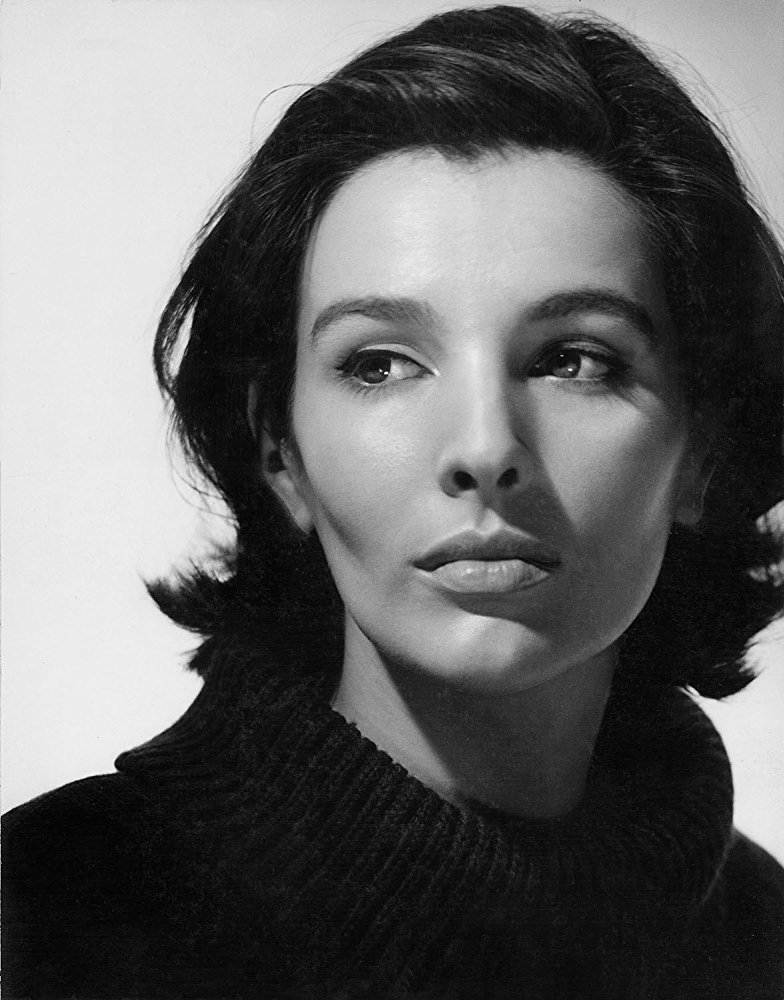
Bárbara Mujica gefotografeerd door Annemarie Heinrich in 1965

Tijdschrift covers (foto's: Annemarie Heinrich)
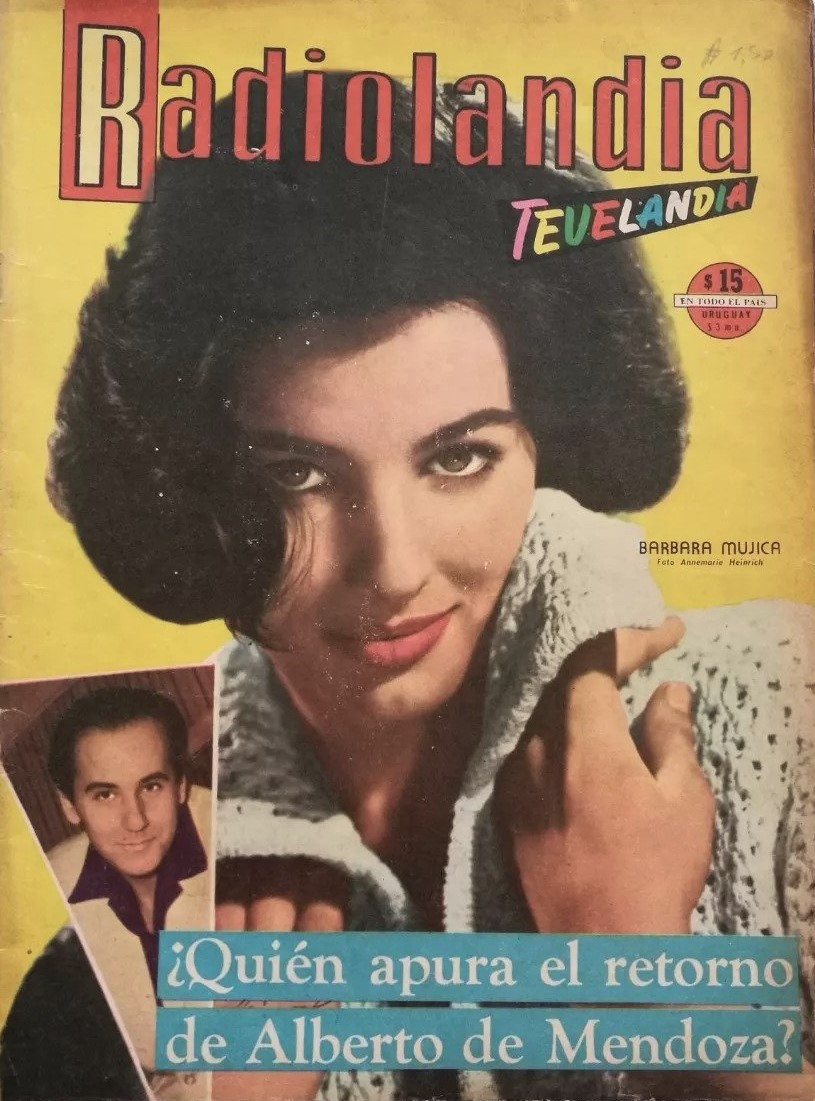
1964
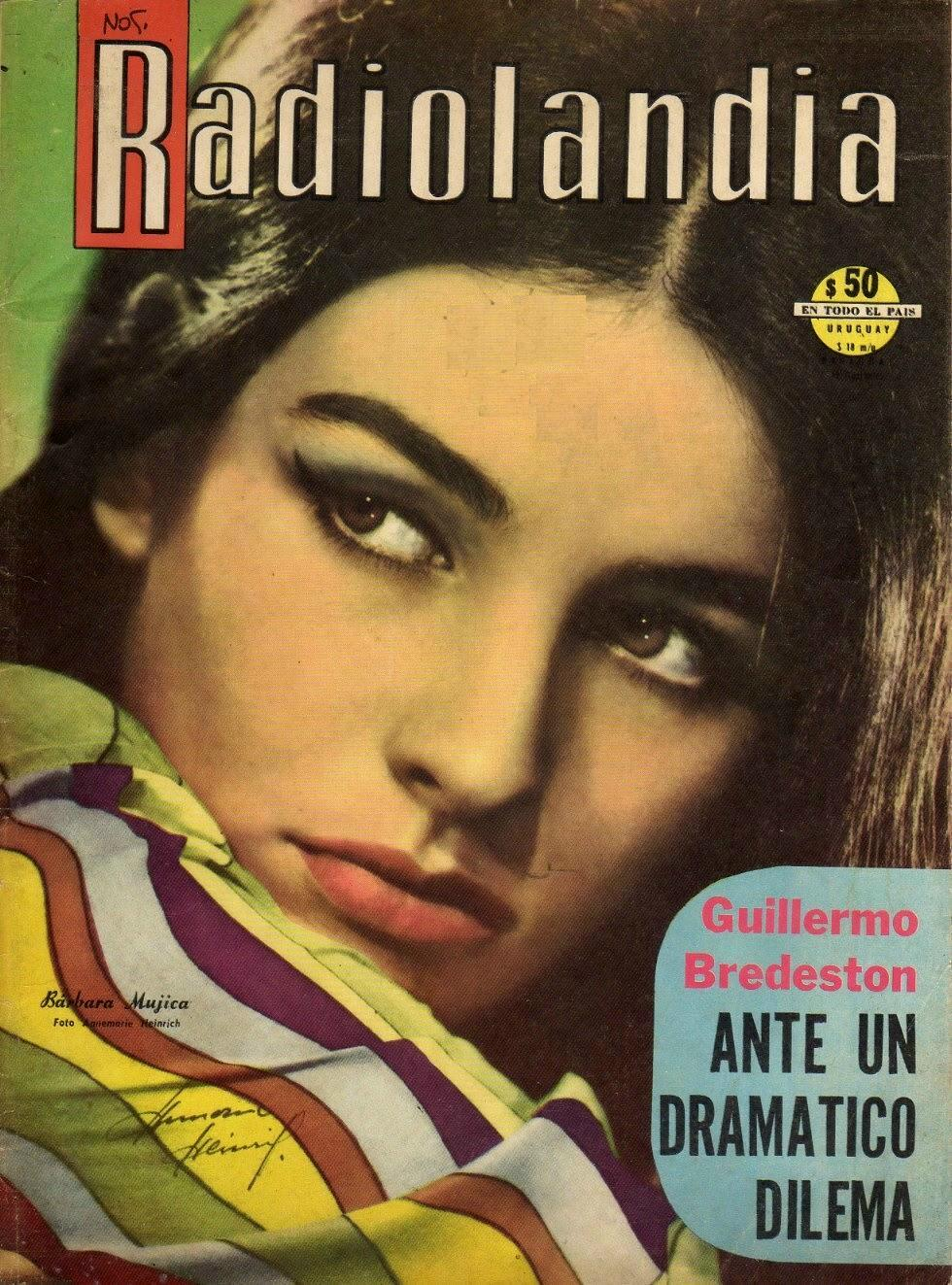
1967
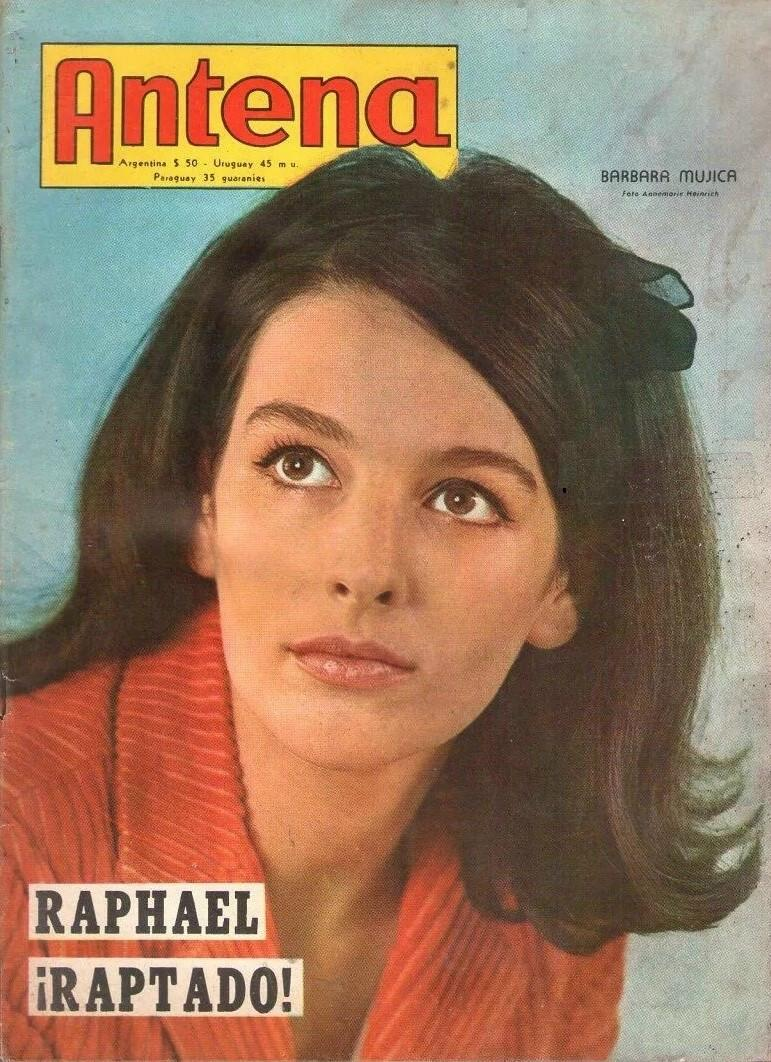
1968

- Gemeinsame Normdatei: 141489766
- Library of Congress Control Number: nr00021573
- Nationale Bibliotheek van Israël: 987012466674405171
- Virtual International Authority File: 9684421